# 12577 Семра
12577 Семра (12577 Samra) — астероїд головного поясу, відкритий 7 вересня 1999 року.
Тіссеранів параметр щодо Юпітера — 3,338.